# Graçay
Graçay is een gemeente in het Franse departement Cher (regio Centre-Val de Loire). De plaats maakt deel uit van het arrondissement Vierzon. Graçay telde op 1 januari 2022 1.245 inwoners.

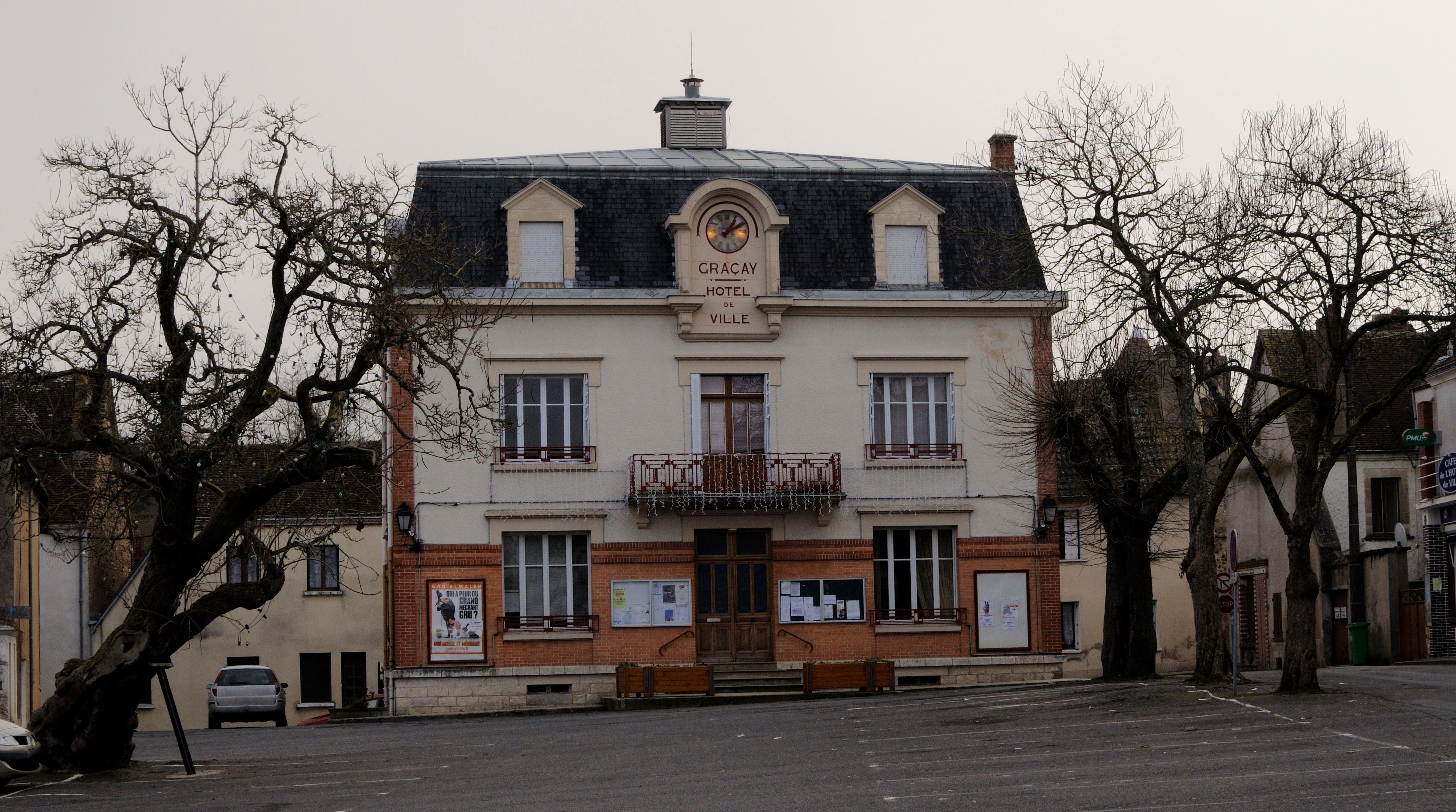
Gemeentehuis
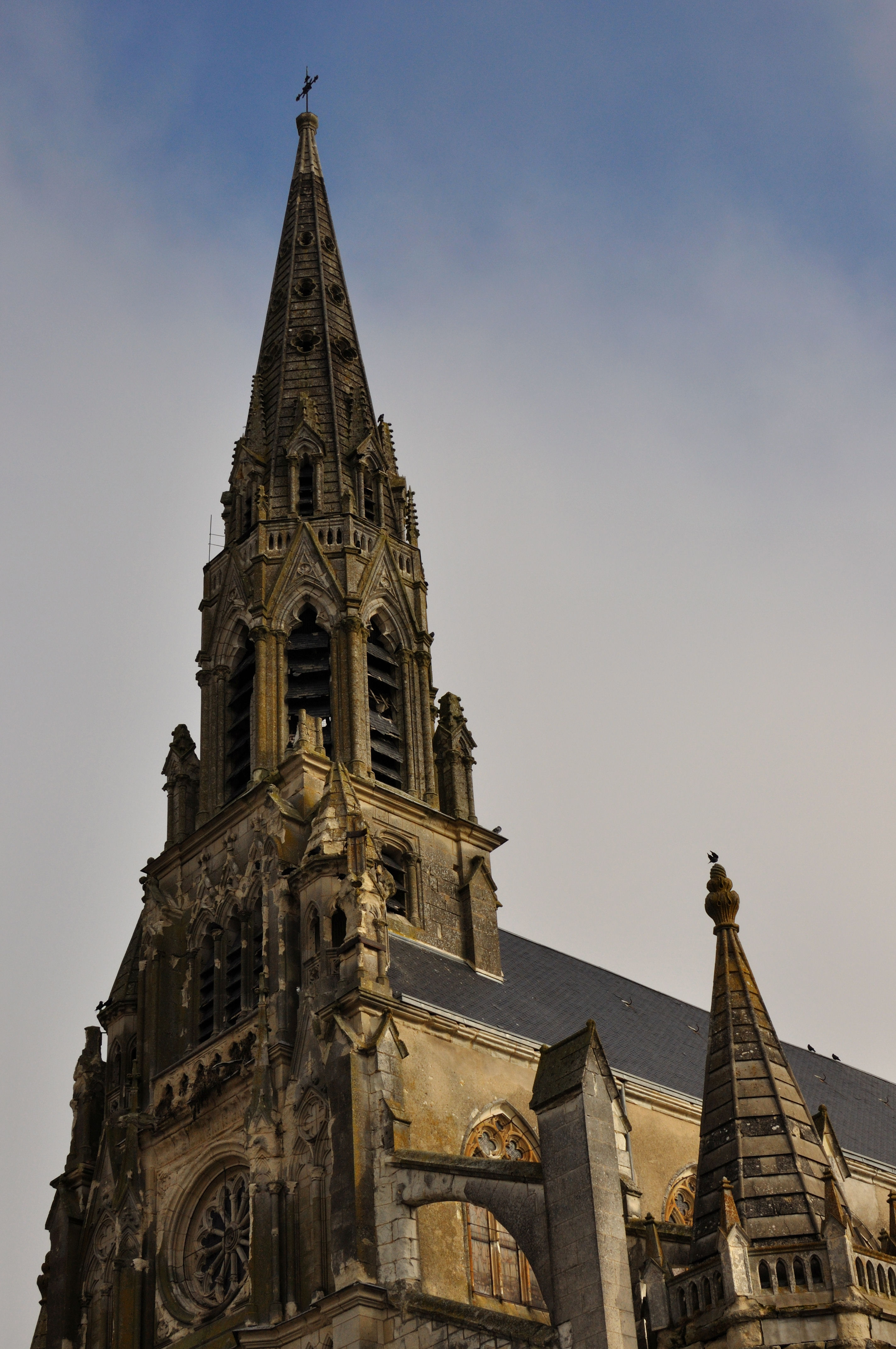
Notre Dame van Graçay

## Geografie
De oppervlakte van Graçay bedroeg op 1 januari 2022 31,82 vierkante kilometer; de bevolkingsdichtheid was toen 39,1 inwoners per km².
De onderstaande kaart toont de ligging van Graçay met de belangrijkste infrastructuur en aangrenzende gemeenten.

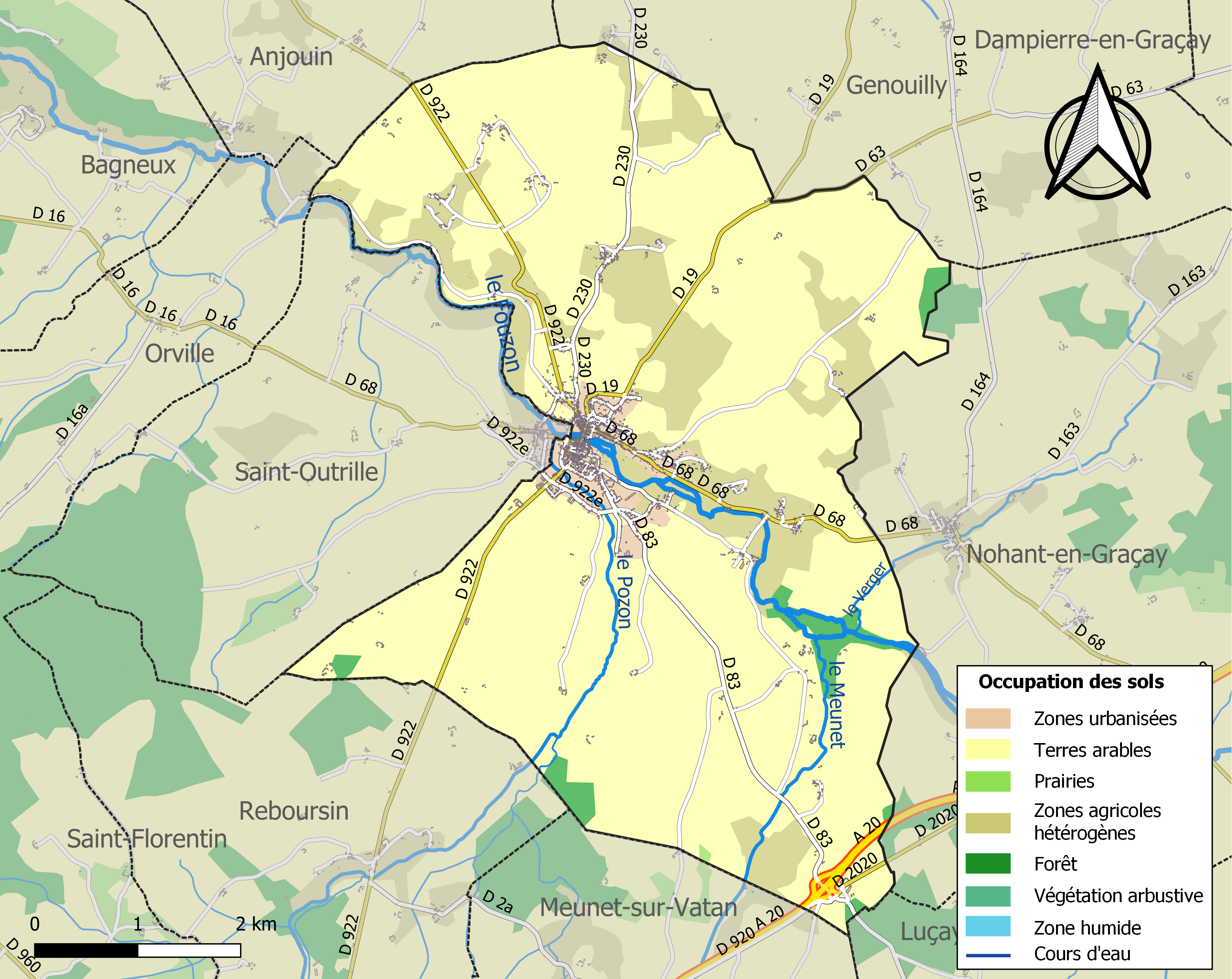

## Demografie
Onderstaande figuur toont het verloop van het inwonertal (bron: INSEE-tellingen).